# Campionat del Món de motocròs 1994
La temporada de 1994 del Campionat del Món de motocròs fou la 38a edició d'aquest campionat, organitzat per la FIM. El calendari oficial constava de 12 Grans Premis, celebrats entre el 10 d'abril i el 21 d'agost.
Aquella temporada, Catalunya recuperava una cursa del mundial en celebrar-se el Gran Premi d'Espanya de 125 cc el 15 de maig al Circuit de Motocròs de Catalunya, a Bellpuig, lloc on es mantingué fins al 2001, en què aquest circuit començà a organitzar el Gran Premi de totes tres cilindrades (125, 250 i 500 cc).

## Sistema de puntuació
Barem de puntuació del 1984 al 2000:
| Posició | 1  | 2  | 3  | 4  | 5  | 6  | 7 | 8 | 9 | 10 | 11 | 12 | 13 | 14 | 15 |
| Punts   | 20 | 17 | 15 | 13 | 11 | 10 | 9 | 8 | 7 | 6  | 5  | 4  | 3  | 2  | 1  |

## 500 cc

### Grans Premis
| Ronda | Data         | Gran Premi                    | Lloc           | Guanyador      |
| ----- | ------------ | ----------------------------- | -------------- | -------------- |
| 1     | 10 d'abril   | Gran Premi de Suïssa          | Payerne        | Gert Van Doorn |
| 2     | 25 d'abril   | Gran Premi d'Àustria          | Sittendorf     | Joël Smets     |
| 3     | 7 de maig    | Gran Premi d'Irlanda          | Ballykelly     | Marcus Hansson |
| 4     | 15 de maig   | Gran Premi de Gran Bretanya   | Hawkstone Park | Jacky Martens  |
| 5     | 29 de maig   | Gran Premi d'Itàlia           | Arco           | Billy Liles    |
| 6     | 6 de juny    | Gran Premi d'Eslovàquia       | Sverepec       | Mervyn Anstie  |
| 7     | 19 de juny   | Gran Premi dels Països Baixos | Mill           | Jacky Martens  |
| 8     | 26 de juliol | Gran Premi de França          | Blargies       | Marcus Hansson |
| 9     | 3 de juliol  | Gran Premi de Portugal        | Águeda         | Jacky Martens  |
| 10    | 17 de juliol | Gran Premi de Luxemburg       | Folkendange    | Marcus Hansson |
| 11    | 7 d'agost    | Gran Premi de Bèlgica         | Namur          | Marcus Hansson |
| 12    | 21 d'agost   | Gran Premi d'Alemanya         | Holzgerlingen  | Joël Smets     |

### Classificació final
| Posició | Pilot            | Motocicleta | Punts |
| ------- | ---------------- | ----------- | ----- |
| 1       | Marcus Hansson   | Honda       | 328   |
| 2       | Jacky Martens    | Husqvarna   | 321   |
| 3       | Joël Smets       | Vertemati   | 299   |
| 4       | Gert Van Doorn   | Honda       | 177   |
| 5       | Billy Liles      | Honda       | 161   |
| 6       | Rony Weustenraed | Kawasaki    | 160   |
| 7       | Danny Theybers   | Honda       | 139   |
| 8       | Mervyn Anstie    | Honda       | 135   |
| 9       | Peter Dirckx     | Honda       | 131   |
| 10      | Franco Rossi     | Honda       | 93    |

## 250 cc

### Grans Premis
| Ronda | Data         | Gran Premi                       | Lloc                 | Guanyador     |
| ----- | ------------ | -------------------------------- | -------------------- | ------------- |
| 1     | 20 de març   | Gran Premi d'Espanya             | Talavera de la Reina | Donny Schmit  |
| 2     | 27 de març   | Gran Premi dels Països Baixos    | Valkenswaard         | Stefan Everts |
| 3     | 24 d'abril   | Gran Premi d'Itàlia              | Montevarchi          | Stefan Everts |
| 4     | 1 de maig    | Gran Premi d'Àustria             | Schwanenstadt        | Stefan Everts |
| 5     | 8 de maig    | Gran Premi de França             | Ernée                | Greg Albertyn |
| 6     | 15 de maig   | Gran Premi de Polònia            | Gdynia               | Greg Albertyn |
| 7     | 12 de juny   | Gran Premi de Bèlgica            | Lommel               | Stefan Everts |
| 8     | 19 de juny   | Gran Premi de Gran Bretanya      | Foxhill              | Yves Demaria  |
| 9     | 26 de juny   | Gran Premi de la República Txeca | Holice               | Yves Demaria  |
| 10    | 10 de juliol | Gran Premi de Suècia             | Uddevalla            | Stefan Everts |
| 11    | 17 de juliol | Gran Premi de Finlàndia          | Heinola              | Yves Demaria  |
| 12    | 31 de juliol | Gran Premi dels Estats Units     | Budds Creek          | Yves Demaria  |
| 13    | 7 d'agost    | Gran Premi de Veneçuela          | Maracay              | Yves Demaria  |
| 14    | 21 d'agost   | Gran Premi del Japó              | Suzuka               | Yves Demaria  |
| 15    | 4 settembre  | Gran Premi d'Alemanya            | Gaildorf             | Kurt Nicoll   |

### Classificació final
| Posició | Pilot            | Motocicleta | Punts |
| ------- | ---------------- | ----------- | ----- |
| 1       | Greg Albertyn    | Suzuki      | 403   |
| 2       | Stefan Everts    | Kawasaki    | 392   |
| 3       | Yves Demaria     | Honda       | 367   |
| 4       | Marnicq Bervoets | Suzuki      | 310   |
| 5       | Kurt Nicoll      | Honda       | 289   |
| 6       | Werner Dewit     | Suzuki      | 208   |
| 7       | Donny Schmit     | Yamaha      | 204   |
| 8       | Tallon Vohland   | Honda       | 199   |
| 9       | Frédéric Bolley  | Yamaha      | 145   |
| 10      | Trampas Parker   | KTM         | 142   |
| 11      | Andrea Bartolini | Yamaha      | 140   |

## 125 cc

### Grans Premis
| Ronda | Data         | Gran Premi                    | Lloc           | Guanyador      |
| ----- | ------------ | ----------------------------- | -------------- | -------------- |
| 1     | 27 de març   | Gran Premi d'Itàlia           | Gallarate      | Bob Moore      |
| 2     | 10 d'abril   | Gran Premi de França          | Sourdeval      | Mickaël Pichon |
| 3     | 1 de maig    | Gran Premi de l'Argentina     | Cosquín        | Bob Moore      |
| 4     | 15 de maig   | Gran Premi d'Espanya          | Bellpuig       | Alessio Chiodi |
| 5     | 5 de juny    | Gran Premi de Suècia          | Hagabanan      | Bob Moore      |
| 6     | 19 de juny   | Gran Premi d'Hongria          | Kaposvár       | Alessio Chiodi |
| 7     | 3 de juliol  | Gran Premi dels Països Baixos | Halle          | Dave Strijbos  |
| 8     | 17 de juliol | Gran Premi de San Marino      | Borgo Maggiore | Alessio Chiodi |
| 9     | 31 de juliol | Gran Premi d'Alemanya         | Goldbach       | Bob Moore      |
| 10    | 7 d'agost    | Gran Premi de Gran Bretanya   | Foxhill        | Bob Moore      |
| 11    | 30 de juliol | Gran Premi de Bèlgica         | Borgloon       | Bob Moore      |

### Classificació final
| Posició | Pilot             | Motocicleta | Punts |
| ------- | ----------------- | ----------- | ----- |
| 1       | Bob Moore         | Yamaha      | 364   |
| 2       | Alessio Chiodi    | Honda       | 316   |
| 3       | Pedro Tragter     | Suzuki      | 264   |
| 4       | Dave Strijbos     | Suzuki      | 199   |
| 5       | Pit Beirer        | Suzuki      | 181   |
| 6       | Mickaël Pichon    | Honda       | 169   |
| 7       | Frédéric Vialle   | Kawasaki    | 163   |
| 8       | Mauro Dal Lago    | Honda       | 144   |
| 9       | Bader Manneh      | Suzuki      | 137   |
| 10      | Massimo Bartolini | TM          | 121   |

## Resum: Podi final 1994
|           | 500 cc         | 500 cc    | 250 cc        | 250 cc | 125 cc         | 125 cc |
| Campió    | Marcus Hansson | Honda     | Greg Albertyn | Suzuki | Bobby Moore    | Yamaha |
| Subcampió | Jacky Martens  | Husqvarna | Stefan Everts | Suzuki | Alessio Chiodi | Honda  |
| Tercer    | Joël Smets     | Vertemati | Yves Demaria  | Honda  | Pedro Tragter  | Suzuki |